# Heidi (1937)
Heidi ist ein US-amerikanischer Familienfilm des Regisseurs Allan Dwan aus dem Jahr 1937. Der Kinderstar Shirley Temple verkörpert Heidi. Der Film entstand sehr frei nach dem gleichnamigen Roman von Johanna Spyri.

## Handlung
Heidi wird von ihrer Tante Dete zu ihrem Großvater Adolph Kramer gebracht. Dieser lebt auf einer Alm oberhalb eines Dörflis in den Ostschweizer Alpen bei Maienfeld. Die Dorfbewohner sind nicht begeistert, dass Dete das Kind dem „Alp-Oehi“  überlassen will, da sie wissen, wie aufbrausend er sein kann und dass er die Gemeinschaft im Dörfli meidet. Dete interessiert das nicht weiter, ihr ist ihre Anstellung in Frankfurt wichtiger, daher will sie Heidi so schnell wie möglich loswerden.
Der Alp-Oehi ist zunächst überhaupt nicht begeistert davon, sich um Heidi kümmern zu müssen, erliegt jedoch schnell ihrer liebenswerten Art. Nach einigen Wochen kann er sich ein Leben ohne seine kleine Enkelin gar nicht mehr vorstellen. Er zeigt ihr, wie man Käse macht und Ziegen melkt, er sammelt mit ihr Holz für den Winter und fährt sogar Schlitten mit ihr. Auch Gutenachtgeschichten liest er dem kleinen Mädchen vor. In einer Geschichte geht es um ein armes niederländisches Mädchen, das mittels eines Holzschuhtanzes einen Prinzen erobern kann. Dieses Märchen wird plastisch dargestellt, so als sähen Heidi und der Großvater einen Film und das kleine Mädchen im Film sieht aus wie Heidi.
Pastor Schultz versucht Adolph Kramer dazu zu bewegen, sich mit den Dorfbewohnern zu versöhnen und Heidi im Dorf in die Schule zu schicken. Davon will Heidis Großvater jedoch zunächst nichts wissen. Aber Heidi bringt ihn dazu, dass er mit ihr zusammen die Messe im Dörfli besucht und zum Abschluss des Gottesdienstes singen alle zusammen.
Heidi hat Geburtstag und der Großvater hat ihr ein paar wunderschöne Holzschuhe geschnitzt. Er hat ihr auch versprochen, dass ein Fest gefeiert wird. Dazu will er mit ihr, sobald er vom Holzfällen zurück ist, im Dorf Besorgungen machen. Während Heidi sehnsüchtig auf den Großvater wartet, erscheint plötzlich ihre Tante Dete und erzählt dem Kind, dass es kurz mitkommen solle, sie habe eine Überraschung und Heidi sei auch in Kürze wieder beim Großvater. Als der Großvater vom Holzschlagen heimkehrt, ist Heidi verschwunden und alles Rufen und Suchen hilft nichts. Als er ins Dorf hinunterläuft, sieht er gerade noch, wie der Schlitten mit Heidi davonfährt. Pastor Schultz erzählt Adolph Kramer, dass Dete das Kind mit nach Frankfurt genommen habe. Daraufhin macht sich der Großvater zu Fuß auf nach Frankfurt, um Heidi zu suchen und zurückzuholen.  
In Frankfurt bringt Dete Heidi zur vornehmen Familie Sesemann, wo das Mädchen Spielkameradin für die gehbehinderte Tochter Klara werden soll. Dete erhält dafür ein Vermittlungshonorar. Fräulein Rottenmeier, die Hausdame, ist zwar von der urwüchsigen Art des Bergkindes nicht begeistert, und wäre Heidi am liebsten schnell wieder los, hat sich aber dem Wunsch des Hausherrn zu beugen, der die Gesellschaft Heidis für seine Tochter wünscht. Sie sieht jedoch ihren Wunsch gefährdet, sich für Klara und dadurch auch für Herrn Sesemann unentbehrlich zu machen, ihn vielleicht sogar zu heiraten.
Heidi ist in der fremden Stadt unglücklich. Auch ihre enge Freundschaft mit Klara kann sie über ihr Heimweh nicht hinwegtrösten. Zwar findet sie in dem Hausdiener Andrews einen Verbündeten. Doch die Sehnsucht nach den Bergen und dem Großvater plagt sie sehr. Da sie nichts an ihrer Situation ändern kann, hilft sie Klara. Sie spricht ihr Mut zu, und so versucht Klara, mit Heidis Hilfe wieder laufen zu lernen. Heidi denkt auch an die blinde Anna aus dem Dörfli, Peters Großmutter. Da diese schon alt ist und wenig Zähne hat, kann sie hartes Brot schlecht beißen. Und hier im Hause Sesemann gibt es doch so viele weiche Brötchen. Daher sammelt sie diese für die Zeit, wenn sie wieder heim fährt. Die Kinder haben durch Heidis unbekümmerte Art jedoch auch immer wieder Grund zum herzhaften Lachen, zum Beispiel als Heidi Luisa, einem Affen, das Fenster öffnet, was zu allerhand komischen Situationen führt. Als Herr Sesemann schließlich von einer langen Reise zurückkehrt, ist er von der warmherzigen Art Heidis sehr angetan. Er möchte das Kind nicht mehr gehen lassen. Über Heidis Heimweh setzt er sich hinweg, da Dete den Großvater als einen schlechten Menschen beschrieben hat. 
Am Weihnachtsabend bekommt Heidi von Herrn Sesemann eine große Glaskugel geschenkt, in der sich eine kleine Hütte mit einem alten Mann davor befindet. Schüttelt man diese Kugel, schneit es. Heidi ist ganz hingerissen von dieser Gabe. Doch auch Herrn Sesemann wird ein ganz besonderes Geschenk zuteil, unterstützt von Heidi, erhebt sich Klara aus ihrem Rollstuhl und geht allein einige Schritte auf ihren Vater zu und macht ihn damit sehr glücklich. Fräulein Rottenmeier jedoch ist erbost, da sie ihre Pläne in weite Ferne gerückt sieht. Kurz darauf schnappt sie sich Heidis Glaskugel und wirft sie zornig auf den Boden. Daraufhin kündigt ihr Konsul Sesemann und legt ihr nahe, sein Haus so schnell wie möglich zu verlassen.
Genau zum Weihnachtsfest hat Adolph Kramer es bis Frankfurt geschafft und sucht nun dort nach seiner Enkeltochter. Die Polizei wird auf ihn aufmerksam, da er allen Kindern nachläuft und so landet er auf der Polizeiwache. Er erzählt zwar, dass er seine kleine Enkelin suche, wird aber trotzdem in eine vergitterte Zelle gesperrt. Nach einer endlosen Nacht schafft er es, aus dem Fenster zu entkommen. Fast zur selben Zeit schleicht sich Fräulein Rottenmeier frühmorgens in Heidis Zimmer. Sie erzählt dem Kind, dass es zum Großvater dürfe, und so geht Heidi mit. In Wahrheit jedoch will die Gouvernante, die dem Kind die Schuld daran gibt, dass ihr schöner Plan schiefgelaufen ist, das kleine Mädchen an vorbeiziehende Zigeuner verkaufen. Als Heidi etwas merkt, setzt sie sich energisch zur Wehr und ruft laut um Hilfe. Adolph Kramer hört die Rufe Heidis und eilt, so schnell er kann, herbei. Er stößt Fräulein Rottenmeier in den Schnee und versucht, mit dem Kind in einem Pferdeschlitten zu entkommen, wird jedoch von den Polizisten, denen Fräulein Rottenmeier erzählt hat, er habe das Kind entführt, verfolgt und muss sich geschlagen geben. Heidi erklärt den Polizisten, dass dies ihr Großvater sei. Doch sie glauben ihr nicht, erst, als das Mädchen die Polizisten unter Tränen bittet, Herrn Sesemann zu holen, klärt sich alles auf.
Überglücklich kehrt Heidi mit ihrem Großvater zurück auf die Alm. Im Sommer kommen Klara und ihr Vater, zusammen mit dem treuen Andrews, Heidi und den Großvater auf der Alm besuchen. Freudestrahlend zeigt Heidi Andrews, wie man Ziegen melkt. Fröhlich reihen sich die blinde Großmutter, Peter, der Pastor und Fräulein Elsa zusammen mit dem Großvater und Heidi um den großen Holztisch vor der Hütte, essen, trinken und lachen und sind zusammen mit Heidi glücklich.

## Synchronisation
Die deutschsprachige Synchronisation entstand 1938 bei der Tobis-Melofilm GmbH in Berlin. Das Dialogbuch schrieb Richard Busch, die Dialogregie führte Reinhard W. Noack, den Tonschnitt übernahm Ernst König, der Tonmeister war Martin Müller. Shirley Temple wurde von ihrer damaligen Standardstimme Carmen Lahrmann gesprochen.
| Rolle                            | Darsteller      | Synchronsprecher    |
| -------------------------------- | --------------- | ------------------- |
| Heidi / niederländisches Mädchen | Shirley Temple  | Carmen Lahrmann     |
| Großvater Adolph Kramer          | Jean Hersholt   | C. W. Burg          |
| Andrews, Butler                  | Arthur Treacher | Hans Karl Friedrich |
| die blinde Anna                  | Helen Westley   | Lilli Schoenborn    |
| Pastor Schultz                   | Thomas Beck     | Arthur Seeger       |
| Fräulein Rottenmeier             | Mary Nash       | Eva Maria Brock     |
| Herr Sesemann                    | Sidney Blackmer | Hanns Eggerth       |
| Tante Dete                       | Mady Christians | Gerti Ober          |

## Besonderheiten
- Dieser Film ist die erste Tonfilm-Version von Heidi.
- Im Vergleich zu späteren Verfilmungen wurde ein deutlicheres Gut-Böse-Schema herausgearbeitet, was sich besonders in den Charakteren von Dete und Fräulein Rottenmeier niederschlägt.[2]
- Wie bei Shirley-Temple-Filmen üblich, wurde eine Gesangs- und Tanz-Szene eingebaut. Das niederländische Mädchen in der Märchenszene wird ebenfalls von Shirley Temple gespielt.
- Es gibt auch eine kolorierte Fassung des Films.
- Als im Vorspann jemand im Buch blättert, werden die Alpen als "südlich des großartigen deutschen Schwarzwalds" gelegen beschrieben.

## Produktionsnotizen und Hintergrund
Die Dreharbeiten zum Film fanden vom 17. Mai 1937 bis in den Juli 1937 hinein statt. Gedreht wurde in den 20th Century Fox Studios in Los Angeles sowie im Big Bear Lake im San Bernardino County in Kalifornien, in Lake Arrowhead und in San Bernardino in Kalifornien im Nationalforst. 
Die Erstaufführung von Heidi fand am 8. Oktober 1937 in Glendale in Kalifornien statt. Bei der Premiere waren die Hauptdarstellerin der Heidi, Shirley Temple, und der Darsteller des Großvaters, Jean Hersholt, anwesend. Am 15. Oktober 1937 startete der Film dann allgemein in den Kinos der USA. In Deutschland lief Heidi im Jahr 1938 an.
Laut Hollywood Reporter News kaufte Twentieth  Century Fox die Rechte an Johanna Spyris’ Buch Heidi 1936 Sol Lesser ab. Violet Kemble-Cooper in der Rolle des Fräulein Rottenmeier wurde wegen einer bevorstehenden Operation durch Mary Nash ersetzt. Shirley Temple war auf dem Höhepunkt ihrer Popularität in den USA, als sie Heidi drehte. Es ist überliefert, dass Allan Dwan, der Regisseur des Films, anfangs nicht gerade glücklich über die Zusammenarbeit mit dem Kinderstar war. In ihrer Autobiografie äußerte sich Temple später darüber, dass die anfängliche Skepsis nicht anhielt und sich ihrer beider Verhältnis spürbar erwärmte.
Der Film war bei seinem Start 1937 sehr erfolgreich und bescherte Shirley Temple im dritten Jahr in Folge einen Platz in Amerikas Top-Box Office-Liste. Shirley Temple selbst liebte den Film, der sofort zu einem Familienklassiker avancierte.

## Kritik
Dennis Schwartz – ‚Ozus’ World Movie Reviews‘ – urteilte: „Unter den Händen Dwans kommt diese warmherzige Verfilmung des Kinderbuchklassikers von Johanna Spyri viel besser als erwartet.“